# كابياء صفراء الأسنان
كابياء صفراء الأسنان (الاسم العلمي:Galea) هي جنس من الحيوانات يتبع فصيلة الكابيائية من رتبة القوارض.

## أنواع
- كابياء صفراء الأسنان برازيلية (الاسم العلمي:Galea flavidens)
- كابياء صفراء الأسنان عادية (الاسم العلمي:Galea musteloides)
- كابياء صفراء الأسنان سبيكسية (الاسم العلمي:Galea spixii)